# Тиоро
Тиоро (фр. Tioro) — деревня в Чаде, расположенная на территории региона Борку. Входит в состав департамента Борку-Яла. Население составляют представители субэтнической группы теда народа тубу.

## География
Деревня находится в северной части Чада, в пределах восточной части плоскогорья Тибести, на высоте 1573 метров над уровнем моря.
Тиоро расположен на расстоянии приблизительно 997 километров к северо-востоку от столицы страны Нджамены. Ближайшие населённые пункты: Гумёр, Гаин, Козор, Юду, Аози, Ебби-Бу, Ебби-Сума.
Климат деревни характеризуется как аридный жаркий (BWh в классификации климатов Кёппена).

## Достопримечательности
В 1930 году в окрестностях Тиоро были открыты древние наскальные изображения.

## Транспорт
Ближайший аэропорт расположен в городе Бардаи.